# Awanhard-2 Kramatorsk
Awanhard-2 Kramatorsk (ukr. ФК «Авангард-2» Краматорськ) – ukraiński klub piłkarski, mający siedzibę w mieście Kramatorsk, w obwodzie donieckim, na wschodzie kraju, grający w sezonie 2019/20 w rozgrywkach ukraińskiej Drugiej ligi.

## Historia
Chronologia nazw:
- 2019: Awanhard-2 Kramatorsk (ukr. ФК «Авангард-2» Краматорськ)

Klub piłkarski Awanhard-2 został założony w Kramatorsku w 2019 roku jako druga drużyna klubu Awanhard Kramatorsk. W czerwcu 2019 roku klub zgłosił się do rozgrywek Drugiej ligi (D3) i otrzymał status profesjonalny. Klub miał cel dawać przepustkę do wielkiego futbolu utalentowanej lokalnej młodzieży, a także zapewniać trening gry dla zawodników, którzy albo nie kwalifikują się do wyjściowego składu głównej drużyny, albo wracają do zdrowia po kontuzjach.
Sezon 2019/20 zespół zakończył na przedostatniej 10.pozycji w grupie B, ale już w następnym sezonie zrezygnował z dalszych występów.

## Barwy klubowe, strój, herb, hymn
|  |  |

Klub ma barwy zielono-żółte. Piłkarze domowe spotkania zazwyczaj grają w zielonych koszulkach, zielonych spodenkach oraz zielonych getrach.

## Sukcesy

### Trofea międzynarodowe
Do chwili obecnej klub jeszcze nigdy nie zakwalifikował się do rozgrywek europejskich.

### Trofea krajowe
| \| \| Zdobyte trofea w rozgrywkach Ukrainy (stan na: 31-05-2021) \| |                                                            |      |          |
| Rozgrywki                                                           | Osiągnięcie                                                | Razy | Sezon(y) |
| · Mistrzostwo                                                       | I miejsce                                                  | 0    |          |
| · Mistrzostwo                                                       | II miejsce                                                 | 0    |          |
| · Mistrzostwo                                                       | III miejsce                                                | 0    |          |
| Puchar                                                              | zdobywca                                                   | 0    |          |
| Puchar                                                              | finalista                                                  | 0    |          |
| II liga                                                             | I miejsce                                                  | 0    |          |
| II liga                                                             | II miejsce                                                 | 0    |          |
| II liga                                                             | III miejsce                                                | 0    |          |
| Ukraina                                                             | Zdobyte trofea w rozgrywkach Ukrainy (stan na: 31-05-2021) |      |          |

- Druha liha (D3):
  - 10. miejsce (1x): 2019/20 (B)

## Poszczególne sezony

### Rozgrywki międzynarodowe

#### Europejskie puchary
Nie uczestniczył w rozgrywkach europejskich.

### Rozgrywki krajowe
| \| Ukraina \| Bilans występów klubu w rozgrywkach piłkarskich Ukrainy (Stan na 5 października 2020 r.) \| \| |                                                                                          |        |       |   |   |   |    |    |     |         |        |        |      |
| Poziom | Rozgrywki                                                                                | Sezony | Mecze | Z | R | P | B+ | B– | Pkt | Lata    | Awanse | Spadki | Naj. |
| I | Premier-liha                                                                             | 0      |       |   |   |   |    |    |     |         | 0      | 0      |      |
| II | Persza liha                                                                              | 0      |       |   |   |   |    |    |     |         | 0      | 0      |      |
| III | Druha liha                                                                               | 1      |       |   |   |   |    |    |     | 2019/20 | 0      | 0      | 10   |
| IV | Amatorska liha                                                                           | 0      |       |   |   |   |    |    |     |         |        |        |      |
| | Puchar Ukrainy                                                                           | 0      |       |   |   |   |    |    |     |         | 0      | 0      |      |
| Ukraina | Bilans występów klubu w rozgrywkach piłkarskich Ukrainy (Stan na 5 października 2020 r.) |        |       |   |   |   |    |    |     |         |        |        |      |

## Piłkarze, trenerzy, prezydenci i właściciele klubu

### Piłkarze

#### Aktualny skład zespołu
Klub ma na sezon wspólną listę zawodników z główną drużyną.

### Trenerzy
- 1.07.2019–1.06.2020:  Ołeksandr Iwaszczenko

### Prezydenci
- 2015–...:  Maksym Jefimow

## Struktura klubu

### Stadion
Klub piłkarski rozgrywa swoje mecze domowe stadionie Prapor w Kramatorsku, który może pomieścić 6000 widzów.

## Kibice i rywalizacja z innymi klubami

### Derby
- WPK-Ahro Szewczenkiwka